# برايان ميتشيل (لاعب كرة قدم أمريكية)
برايان ميتشيل (بالإنجليزية: Brian Mitchell)‏ هو لاعب كرة قدم أمريكية أمريكي، ولد في 15 أكتوبر 1969.